# Inishmulclohy
Inishmulclohy (irisch Inis Uí Mhaolchluiche; auch Coney Island, Oileán na gCoiníní, deutsch „Kanincheninsel“ genannt) ist eine bewohnte Gezeiteninsel (englisch tidal island) in der Nähe von Sligo und Strandhill im County Sligo in Irland. Die Insel ist 2,4 km lang und 0,8 km breit.

## Name
Coney Island ist eine von mehreren Inseln dieses Namens vor der Küste Irlands. Sie ist nach der riesigen Menge von Kaninchen benannt, die auf der Insel leben (Coney /koʊni/, historisch /kʌni/) ist das englische Wort für Kaninchen; vom lateinischen „cuniculus“.

## Geografie
Inishmulclohy ist mit etwa 400 ha die größte der drei Inseln (mit Maguins und Oyster Island) vor der Nordküste der Halbinsel Coolera. 
Die Insel ist von Norden mit dem Boot von der Anlegestelle Rosses Point zugänglich. Bei Niedrigwasser ist es möglich, über den breiten Cummeen-Strand und den „Coney Island Causeway“ (eine tidal road) von Süden (östlich an Sligo Airport vorbei) auf die Insel zu gelangen. Dieser 5 km lange Weg ist mit 14 Steinsäulen markiert.

## Sehenswürdigkeiten
Die Insel hat das kleinste Fort in der Grafschaft. Es liegt im Süden, ist nur 248,2 m² groß und seine Wälle haben 11,8 bis 13,3 Meter Durchmesser.